# Stylodrilus parvus
Stylodrilus parvus är en ringmaskart som först beskrevs av Hrabe och Cernosvitov 1927.  Stylodrilus parvus ingår i släktet Stylodrilus och familjen källmaskar. Inga underarter finns listade i Catalogue of Life.